# 帕聰
帕聰（西班牙語：Patzún，西班牙語發音：[patˈsun]）是危地馬拉的城鎮，由危地馬拉省負責管轄，位於該國南部，面積124平方公里，海拔高度2,221公尺，2002年人口42,326，人口密度為每平方公里341.34人。

## 外部連結
- https://web.archive.org/web/20110721084545/http://www.patzun.gob.gt/portal/

14°41′N 91°01′W / 14.683°N 91.017°W